# Peacock (sedia)

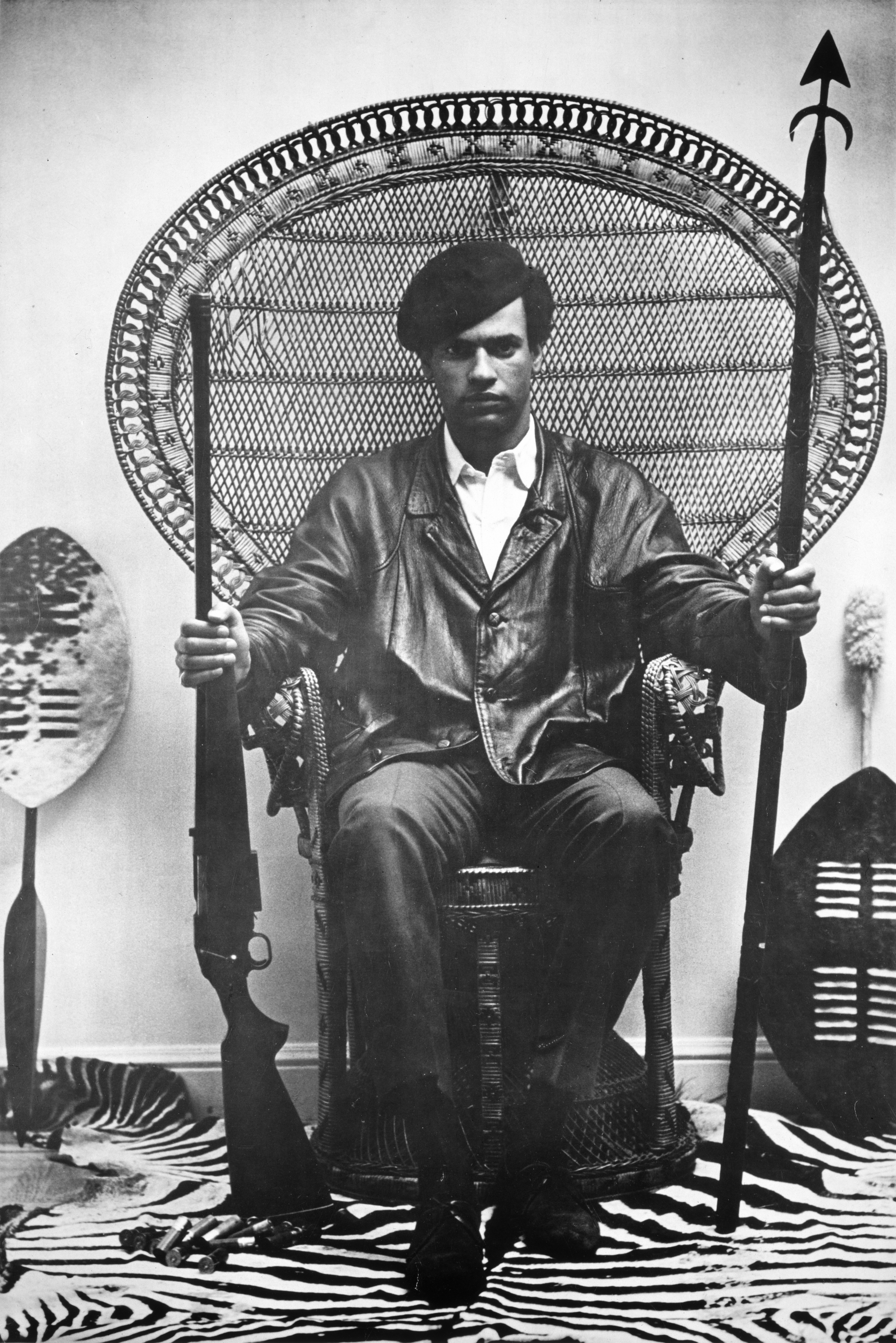
La celebre foto che ritrae Huey Newton seduto su una peacock (1967)

La peacock (a volte italianizzato in pavone) è un tipo di sedia in vimini dallo schienale molto grande. Il suo nome è dovuto alle grandi dimensioni dello schienale, che richiama la ruota di un pavone (in inglese peacock).

## Storia
Si pensa che la peacock nacque nel carcere di Manila, nelle Filippine, ove le detenute producevano mobili e sedie di vimini. Nello stesso luogo venne scattata, nel 1914, una delle primissime fotografie in cui essa appare, ovvero il ritratto di una carcerata, accusata di aver ucciso il marito, con in braccio il figlio. La poltrona venne mostrata nel 1876 in occasione dell'Esposizione universale di Filadelfia; a partire dalla seconda metà dell'Ottocento, ebbe successo tra i turisti statunitensi nelle Filippine. A conferma del successo della sedia, un articolo di Vogue del 1916 consigliava ai lettori di visitare la prigione per comprare la nuova sedia.
Molte celebrità degli anni cinquanta e sessanta si fecero fotografare sedute su una peacock, tra cui John Fitzgerald Kennedy, Monica Vitti, Katharine Hepburn ed Elizabeth Taylor. La sedia assurse a simbolo politico quando Huey Newton, leader delle Pantere Nere, si fece fotografare seduto su di essa mentre tiene una lancia in una mano e un fucile nell'altra. Tra gli anni sessanta e settanta, la peacock comparve in una moltitudine di copertine di album.